# Pobołowice
Pobołowice – wieś w Polsce położona w województwie lubelskim, w powiecie chełmskim, w gminie Żmudź.
| SIMC    | Nazwa      | Rodzaj     |
| ------- | ---------- | ---------- |
| 0111260 | Nowa Wieś  | część wsi  |
| 0111277 | Stara Wieś | przysiółek |

Wieś jest sołectwem w gminie Żmudź. Według Narodowego Spisu Powszechnego (III 2011 r.) liczyła 163 mieszkańców i była siódmą co do wielkości miejscowością gminy.
Wierni Kościoła rzymskokatolickiego należą do parafii Podwyższenia Krzyża Świętego w Żmudzi.

## Historia
Pobołowice w wieku XIX opisano jako wieś w powiecie chełmskim, gminie Żmudź, parafia obrzędu rzymskiego w Kumowie, greckokatolicka własna. We wsi cerkiew parafialna po unicka i szkoła początkowa ogólna. Według spisu z 1827 roku było tu 32 domy i 219 mieszkańców. W roku 1417 Pobołowice weszły w skład uposażenia katedry chełmskiej. Król Władysław Jagiełło przyłączył wtedy na własność biskupa Kumów, Pobołowice, Dobrnów, Plitniki, Zagaczyce, Łyszcze i Siedliska. Przywilej erekcyjny nosi datę 19 sierpnia 1417 (Panowania Jagiellonów Luk. Gołębiowskiego t. 1, s. 432).
W latach 1954-1957 wieś była siedzibą gromady Pobołowice, po jej zniesieniu w gromadzie Żmudź. W latach 1975–1998 miejscowość administracyjnie należała do województwa chełmskiego. 